# Manali-Leh-Highway

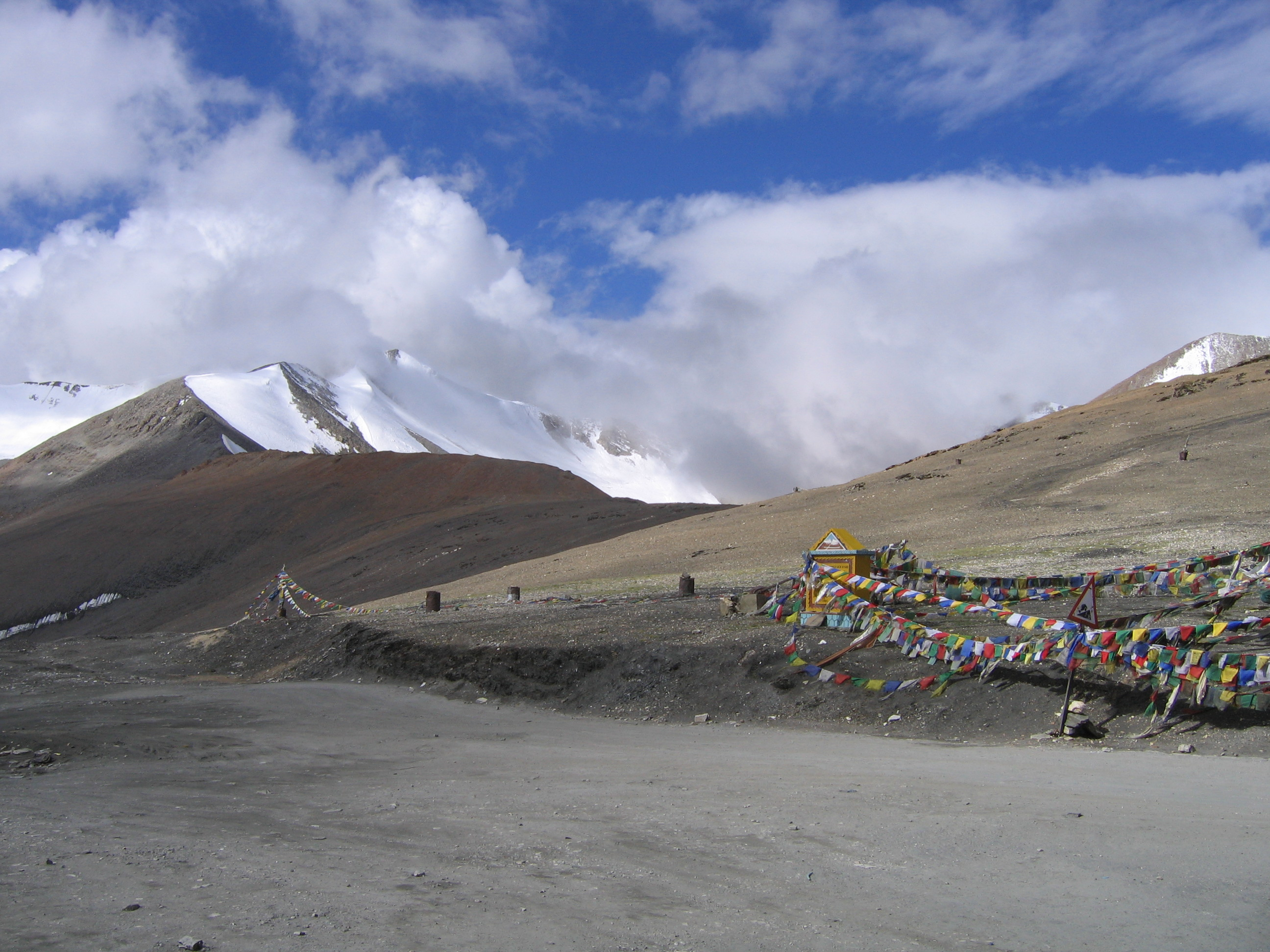
Der Tanglang La

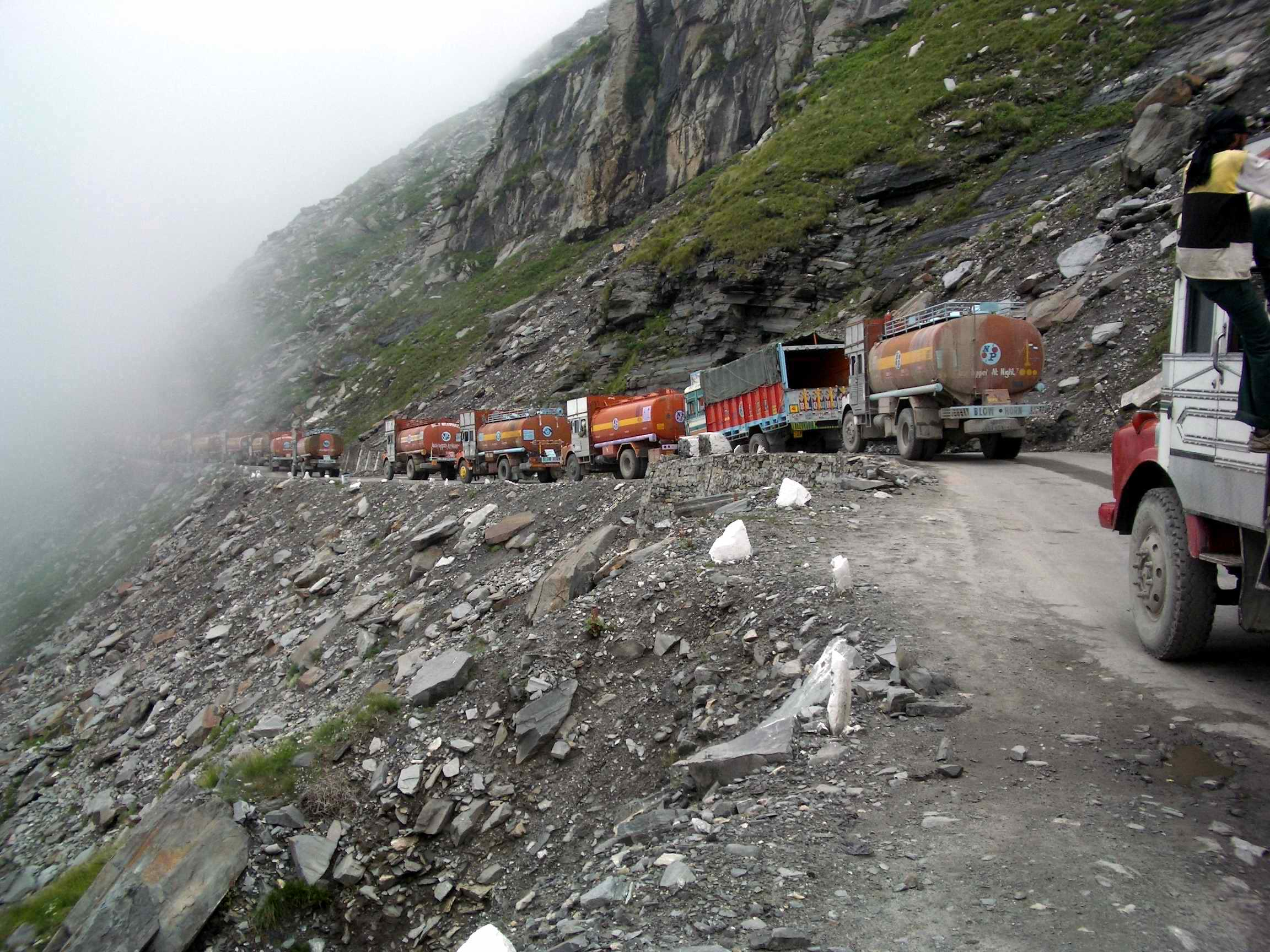
Stau am Weg zum Rohtang La

Der Manali-Leh-Highway (auch Leh-Manali-Highway) ist ein 477 Kilometer langer Verkehrsweg in Indien, der die Städte Leh (34° 9′ 52″ N, 77° 35′ 5″ O) im Unionsterritorium Ladakh und Manali (32° 14′ 44″ N, 77° 11′ 14″ O) im Bundesstaat Himachal Pradesh verbindet. Die Straße ist für die indischen Streitkräfte von strategischer Bedeutung, da sie die einzige Alternativroute zur Verbindung Srinagar–Leh (National Highway 1D) ist und im Gegensatz zu dieser weitab der pakistanischen Grenze verläuft. Der Highway ist in vielen Teilen nur einstreifig  ausgebaut und nur zwischen Juni und Mitte September geöffnet.

## Verlauf
Auf seiner Route durch Himachal Pradesh und Ladakh führt der Manali-Leh-Highway von Manali im Kullu-Tal in die Region Lahaul und Spiti und nach Ladakh. Der wichtigste durchfahrene Ort ist Keylong (32° 34′ 17″ N, 77° 1′ 59″ O). Wichtige Zwischenstopps sind auch Sarchu (32° 54′ 24″ N, 77° 34′ 58″ O) und Pang (33° 7′ 44″ N, 77° 47′ 10″ O). Die Straße führt an der Grenze zur Region Zanskar vorbei. Ab Upshi (33° 49′ 49″ N, 77° 48′ 50″ O) bis Leh verläuft die Straße im Industal. Dieser Abschnitt ist vollständig zweistreifig ausgebaut und ist die Fortführung des National Highways 1D.
Bekannt ist der „Highway“ dafür, dass er über mehrere der höchsten befahrbaren Bergpässe der Welt führt, darunter der Rohtang La (3978 m, 32° 22′ 17″ N, 77° 14′ 47″ O), der Baralacha La (4892 m, 32° 45′ 27″ N, 77° 24′ 52″ O), der Lachulung La (5059 m , 33° 6′ 14″ N, 77° 37′ 46″ O) und der Tanglang La (5325 m , 33° 30′ 29″ N, 77° 46′ 15″ O) im Himalaya.
Der Gebirgszug, auf dem der erste Pass, der Rohtang La, liegt, wirkt als Klimascheide. Auf der Seite Richtung Manali fällt erheblich mehr Niederschlag als auf der Seite Richtung Keylong. Deshalb war der Rohtang La auf der Gesamtstrecke der Pass mit dem meisten Schnee und damit – bis zur Eröffnung der Umfahrung – ausschlaggebend für die Sperrung der Straße.

## Betrieb und Ausbau
Wenn die Border Roads Organisation die Straße vom Schnee befreit und die Winterschäden beseitigt hat, gibt sie die Straße frei. Danach wird während der gesamten Zeit der Öffnung an der Straße gearbeitet, um sie auszubauen, die dünne Bitumendecke auszubessern und Schäden durch Erdrutsche zu beheben. Vor allem am Rohtang La, aber auch in anderen Streckenabschnitten, wird sie auf zwei Spuren ausgebaut. 
Im Oktober 2020 wurde der rund neun Kilometer lange Rohtang-Tunnel westlich des Rohtang La eröffnet. Damit ist die Region Lahaul und Spiti im Winter nicht mehr von der Außenwelt abgeschnitten.
Der Manali-Leh-Highway soll nach Abschluss der laufenden Bauarbeiten 2012 Teil des National Highway 21 werden.
Die konkrete Durchführung der Wartungs- und Ausbauarbeiten unterliegt innerhalb Border Roads Organisation so genannten Projekten. Für den Abschnitt des Highways in Himachal Pradesh von Manali bis Sarchu ist das Projekt Deepak zuständig, für den Abschnitt Sarchu bis Leh in Ladakh das Projekt Himank.

## Verkehr

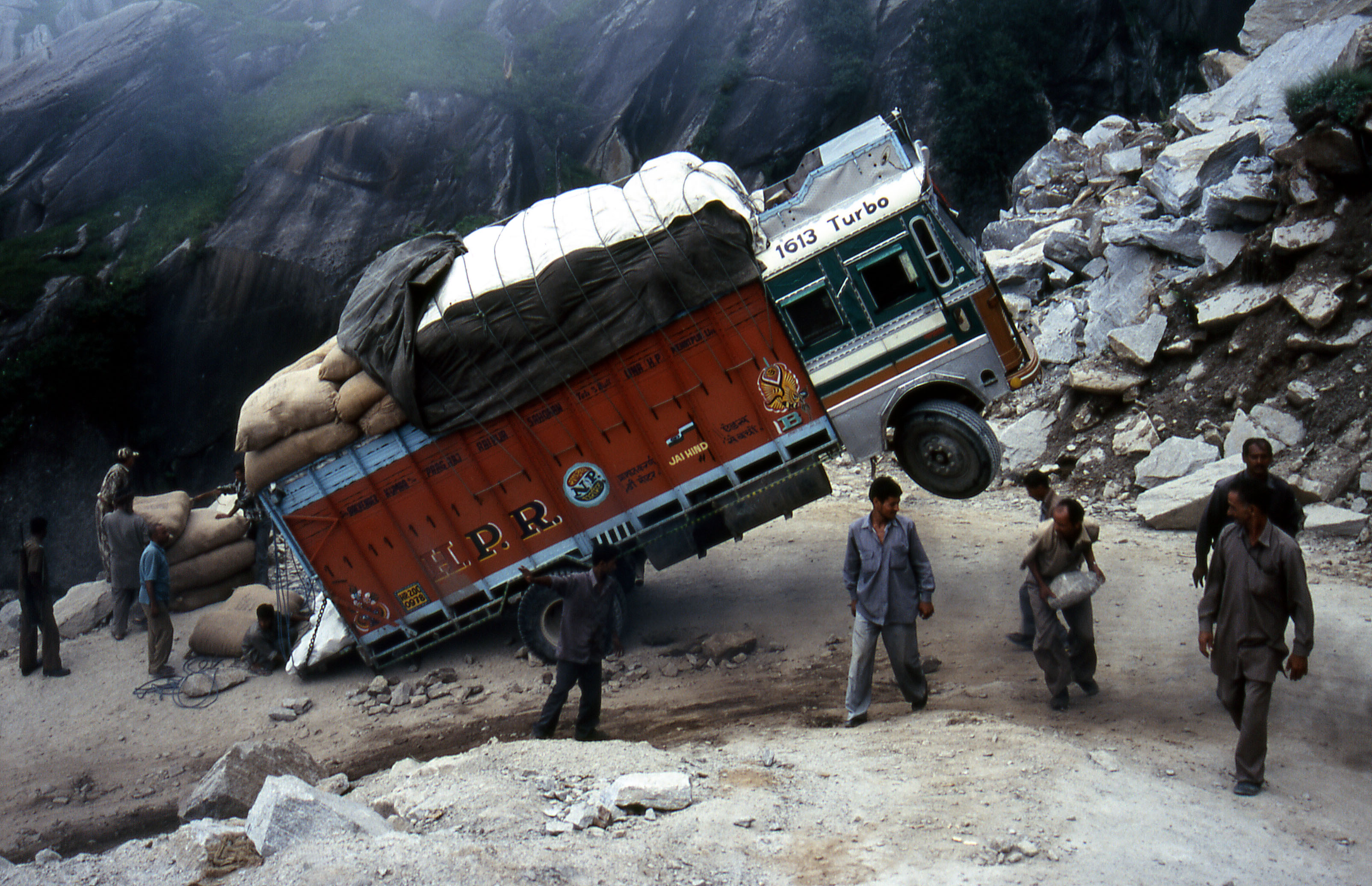
Unfall eines überladenen LKW

Es gibt einen regulären Busverkehr auf der Straße. Der erforderliche Zwischenstopp ist zumeist in Jispa ( 32° 38′ 28″ N, 77° 11′ 25″ O) oder Keylong.
Güter werden hauptsächlich in Richtung Leh transportiert.
Immer wieder kommt es vor allem durch schwer beladene Lkw zu Unfällen, die dann auch oft die Straße blockieren. Aber auch Erdrutsche können für Stunden oder gar Tage die Straße unpassierbar machen.

## Sport
Der österreichische Langstreckenradfahrer Jacob Zurl bewältigte die Strecke im August 2014 in der Rekordzeit von 38 Stunden und 40 Minuten und beendete sein Unterfangen am Khardung La (5360 m). Als besondere Herausforderungen erwiesen sich die durchschnittliche Seehöhe von 4000 m und die damit verbundene geringe Sauerstoffsättigung sowie Staus, die das Vorankommen des Versorgungsfahrzeugs erschwerten.